# Puerto deportivo de Ares

Contraseña marítima de la provincia marítima de Ferrol a la que pertenece.

El puerto deportivo de Ares está situado en la ría del mismo nombre, junto a la Punta del Castillo, donde se encuentra el puerto deportivo, entre Ferrol y La Coruña.

## Datos generales

### Localización
- Municipio

Ares (La Coruña) Av. General Gabeiras, s/n - 15624
- Coordenadas UTM

Latitud - 43º25' N
Longitud - 008º 14' W
- Distancias Significativas

Aeropuerto Alvedro (La Coruña) 44 km
Aeropuerto A Lavacolla (Santiago) 87 km
Estación de Ferrocarril Puentedeume 9 km
Estación de Ferrocarril Fene 10 km
Estación FEVE Ferrol 18 km

### Datos Administrativos
- Propietario

Ente Público Portos de Galicia
- Empresa Gestora

Club Náutico Ría de Ares

### Accesibilidad
- Por tierra

Desde la AP-9 tomamos la salida 25F con indicación a Ares. Avanzamos dirección Oeste por la AC-123 hasta llegar a la localidad de Ares. El Puerto Deportivo se encuentra al final del paseo marítimo.
- Por mar

Nos situamos una milla al Sur del cabo Prioriño Chico y ponemos rumbo 130º hasta dejar de ver la Torre de Hércules. En ese momento nos metemos 40º a babor rumbo a la baliza que corona el espigón del dique. Hay que dar un resguardo a la costa de una milla para evitar los arrecifes de Punta Miranda y de media milla en el Bajo Catarroso.

## Información técnica

### Superficies
- Agua

Pantalanes 8.800 m²
Áreas de navegación 34.500 m²
Total superficies de agua 43.300 m²
- Tierra

Aparcamientos 2.700 m²
Edificios 1.325 m²
Área de reparaciones 500 m²
Otros 8.175 m²
Total superficies en tierra 1,27 ha

### Tipología de dique, muelle y pantalanes
- El dique de abrigo en un espigón en forma de L de talud en escollera que se dipone en prolongación de la punta que forma el terreno natural. El tramo más largo mide 150 m y el que llega a tierra 100 m. No es una L recta.

- El muelle es un muro vertical del lado no batido del dique y tiene una longitud de 125m.
- Los pantalanes son flotantes de madera imputrescible y flotadores de poliéster reforzado con fibra de vidrio. 4 están dispuestos perpendiculares a zona de tierra y el quinto perpendicular a ellos hacia el lado del mar.

### Limitaciones de acceso
El calado a pie de dique es de unos 9 m, pero en la zona de atraques el calado máximo es de 2,5 m. La eslora máxima recomendable es de 16 m.

### Fase de Construcción
Las obras comenzaron en 2002 con el dragado de 10.000 m³ de arena y 13.600 m³ en roca. La arena se acumuló en la playa para la regeneración del litoral. Su presupuesto inicial fue de 1,8 millones de euros. La mayor parte de la superficie de tierra está sobre la escollera que se dispuso para adentrarse hasta zonas de mayor calado.

### Estado de conservación
El estado de conservación es óptimo. Prueba de ello es la última ampliación que se finalizó en 2007, cuando se construyó el quinto pantalán y se pasó de 221 a los 341 atraques disponibles actualmente, y la instalación de un travel-lift que se está llevando a cabo.

## Atraques y servicios

### Distribución de Atraques
- 40 atraques tipo A (12x4,5 m)
- 63 atraques tipo B (10x3,5 m)
- 108 atraques tipo C (8x3 m)
- 124 atraques tipo D (6x3 m)
- 6 atraques tipo E (16x6,1)
- 341 total de atraques

### Servicios esxistentes

#### Servicios en amarre
- Agua
- Luz
- Mantenimiento de embarcaciones

#### Servicios en agua
- Surtidor de carburante
- Grúa

#### Servicios al usuario
- Lavandería
- Bar-Restaurante
- Duchas y WC
- Taquillas
- Aparcamiento
- Información meteorológica

#### Comunicaciones
- Radio canal ) VHF

#### Servicios de marinería
- Amarre y desamarre
- Flota propia para asistencia y ayuda con embarcaciones semirrígidas

#### Servicios generales
- Vigilancia a través de circuito cerrado de TV
- Iluminación nocturna
- Acceso restringido a pantalanes
- Limpieza y recogida de Basuras y aceites
- Sistema contraincendios

#### Servicios de Varadero
- Varadero de pequeñas embarcaciones
- Rampa de varado

#### Otros servicios
- Capitanía
- Club de Vela
- Servicio Marpol
- Tienda de efectos navales
- Taller mecánico
  - Invernaje y mantenimiento
  - Venta de material náutico

### Organismos gestores de los puestos de atraque
El Club Náutico Ría de Ares dispone y gestiona plazas de amarre de uso público temporales. Para tener una plaza de forma definitiva hay que solicitarlo a Portos de Galicia.

## Enlaces
- Club Náutico Ría de Ares
- Portos de Galicia

- Datos: Q6092021